# Edgar González
Edgar Daniel González Brítez (ur. 4 października 1979 w Asunción) – paragwajski piłkarz występujący na pozycji środkowego pomocnika.

## Kariera klubowa
González rozpoczynał swoją karierę w Guaraní. Następnie grał też w Recolecie i Cerro Porteño. W 2007 roku podpisał kontrakt z argentyńskim Estudiantes La Plata. Tutaj, nie mając większych szans na grę, został wypożyczany do Olimpii, a także do peruwiańskiej Alianzy Lima.

## Kariera reprezentacyjna
W reprezentacji Paragwaju González zadebiutował w 2003 roku. Występował w kwalifikacjach do Mundialu 2006. Brał też udział w Copa América 2007.